# 礫石南鰍
礫石南鰍（學名：Schistura quasimodo）為輻鰭魚綱鯉形目條鰍科南鰍屬的其中一種。被IUCN列為瀕危保育類動物，分布於亞洲寮國Nam Sa流域，本魚體呈圓柱形，口下位，具觸鬚3對，最大的高度在背鰭起點之前，頭部平坦的有尖輪廓與扁平的吻，唇平滑的，在上嘴唇中的沒有中央的凹槽, 下唇中間地中斷，側線完整，在身體上有6-8條寬的深色橫帶,背鰭基部有二個大的黑色斑塊，體色為褐色，體長可達4.9公分，棲息在礫石底質、水流湍急河川底層水域，生活習性不明。

## 扩展阅读
維基物種上的相關：礫石南鰍